# Повідь (Шевченко)
«Повідь» — малюнок Шевченка з альбому 1845 року (зворот аркушу 14). Акварель.
За документальними даними, велика повідь була 1845 року, про що згадує і Шевченко в повісті «Капитанша».
В літературі згадується під назвами: «Пейзаж»; «Хата над Днепром»; «Хата над водою». В книзі І. Т. Кошового «Т. Г. Шевченко в Києві» малюнок помилково датовано 1846 роком.